# 米歇尔·米孔贝罗
米歇尔·米孔贝罗（英語：Michel Micombero，1940年8月26日—1983年7月16日）是第一任蒲隆地總統、獨裁者，任期從1966年11月28日至1976年11月1日。他出生於布魯里省魯托吾，同時也是圖西族的一員。

## 生平
1962年至1965年米孔貝羅曾任職蒲隆地王國軍隊副參謀長和國防國務秘書。1965年升任國防部長。1966年7月與夏爾王儲合作廢黜國王姆瓦姆布扎四世，以夏爾王儲為新國王恩塔爾五世，自己出任首相兼任國防暨內政大臣。同年11月28日米孔貝羅又發動軍事政變推翻恩塔爾五世，宣布成立蒲隆地共和國並擔任首任總統暨總理和國防部長，並身兼唯一合法政黨爭取民族進步聯盟總書記，1968年任該黨主席。1972年胡圖族人試圖顛覆米孔貝羅的統治，致使米孔貝羅展開對胡圖族人的種族滅絕大屠殺，大約有10萬人被米孔貝羅政府殺害。1974年10月再次當選為總書記。1976年11月1日被讓·巴蒂斯特·巴加扎發動的軍事政變推翻，遭軟禁。1977年9月獲釋後流亡索馬里，正逢穆罕默德·西亞德·巴雷統治，是米孔貝羅的國際友人。米孔貝羅於1982年獲得索馬里大學經濟學學位。1983年米孔貝羅死於心臟病發。

## 引用

### 内文來源
1. ↑  The New York Times 1983.
2. ↑  African Biography 2008.
3. ↑  . 1994: 10. ISBN 9789171063533.